# Autel (christianisme)
Pour les articles homonymes, voir Autel.

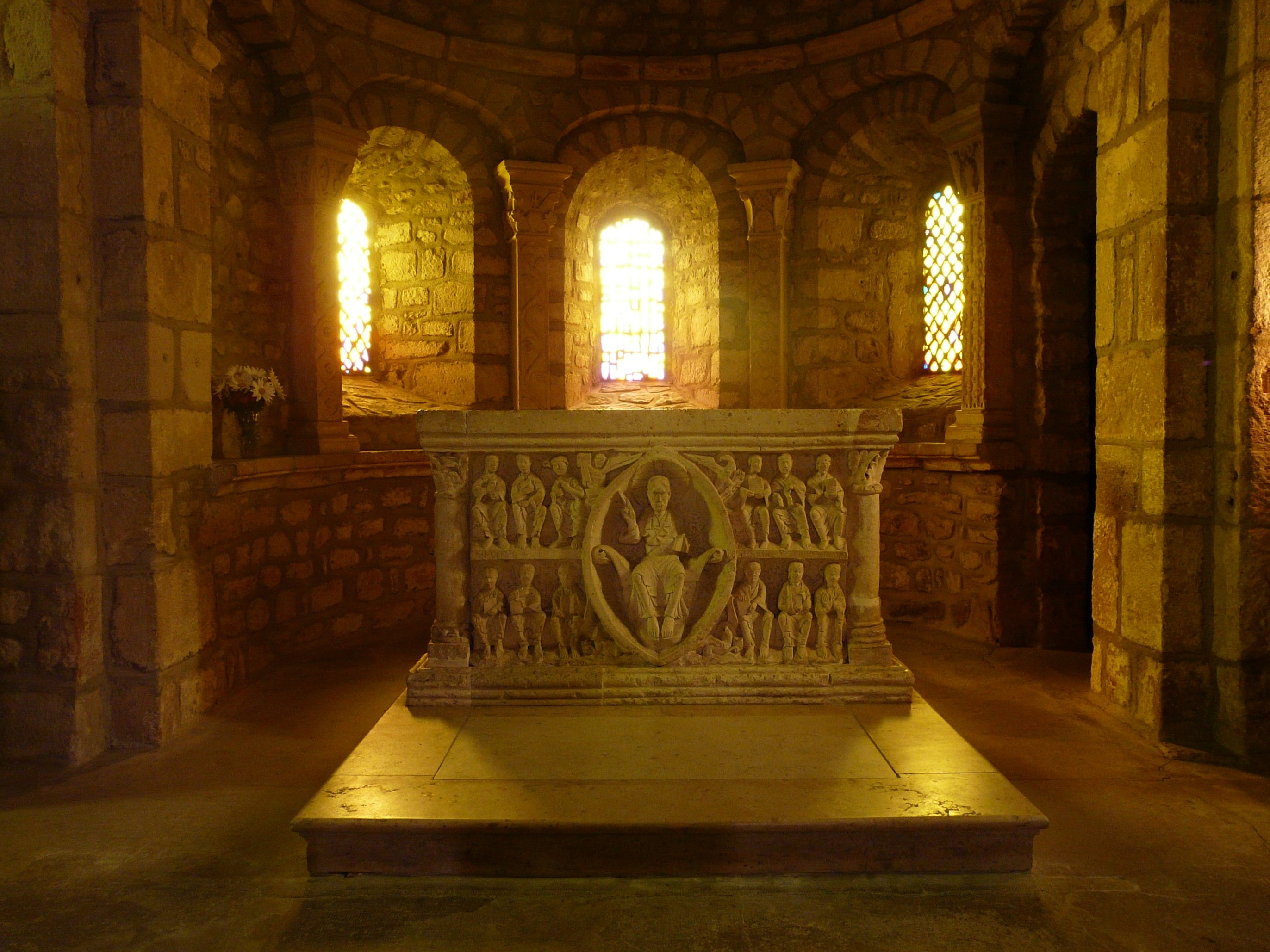
Autel de l’église d’Avenas (Rhône) datant du XIIe siècle.

Un autel est une table consacrée sur laquelle, dans la liturgie catholique, le prêtre célèbre le saint sacrifice de la messe, ou Eucharistie, comme mémorial de la dernière Cène du Christ et renouvellement non-sanglant du sacrifice de la Croix. Le maître-autel est l'autel principal d'une église, celui qui se trouve au centre du sanctuaire. D'autres traditions chrétiennes, en particulier celles qui ont une « célébration de la Cène », ont également leur table d'autel.

## Histoire

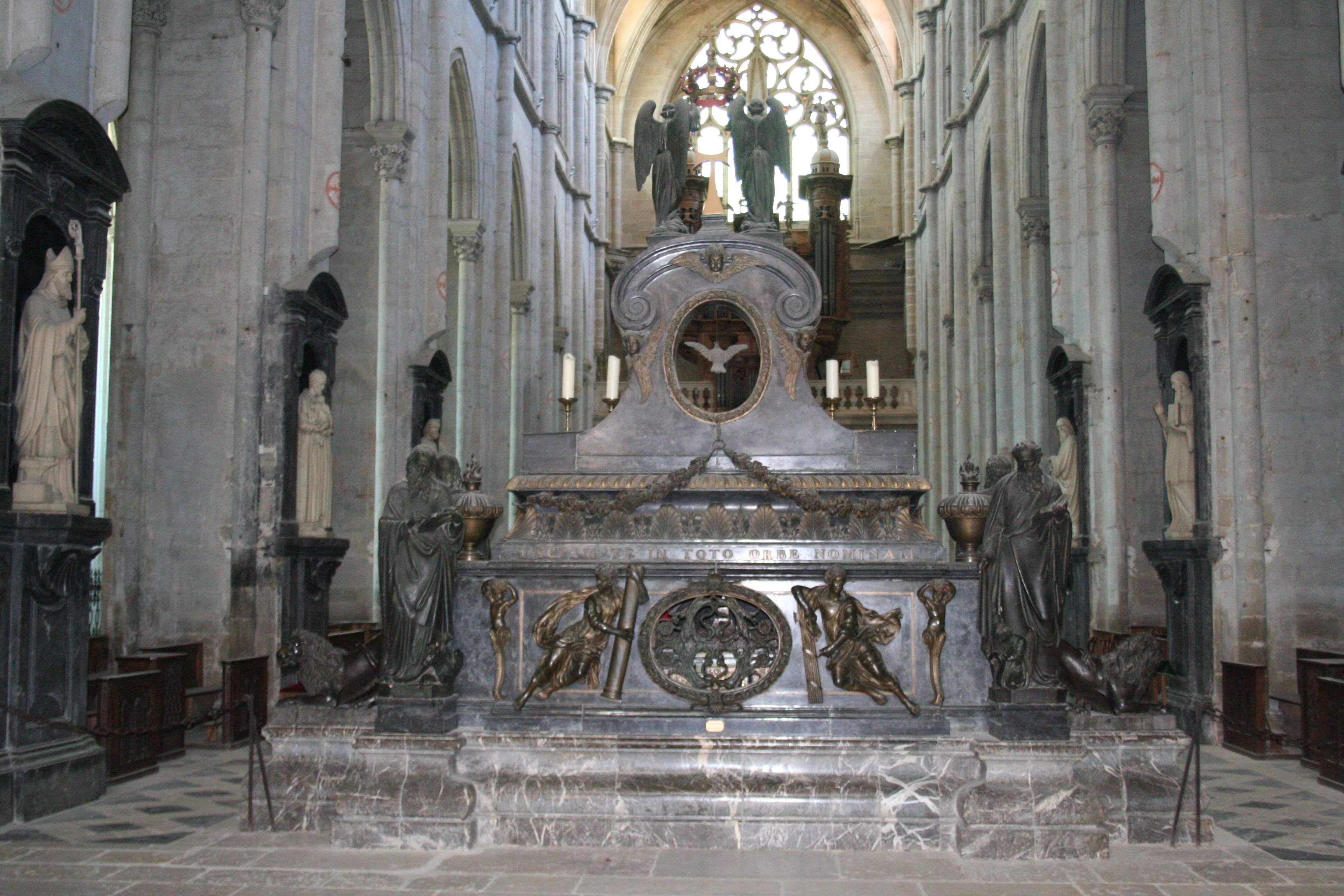
S'inspirant d'une tradition exégétique des Pères de l'Église qui associe les quatre coins de l'autel aux quatre évangiles qui se diffusent dans le monde entier, les quatre angles ont souvent été occupés par les figures du tétramorphe.

Pendant les premiers siècles du christianisme, les autels sont généralement tournés vers l'Orient dans la partie de l'Europe correspondant à l'Empire byzantin et au Proche-Orient ancien, en Gaule et dans la péninsule Ibérique ; et, souvent tournés vers l'orient en Europe occidentale. À Rome et en Afrique du Nord, la situation est plus contrastée car il y existe plus d'autels tournés vers le peuple et l'orient en même temps (avec donc une abside à l'occident) tel qu'était le cas dans la première basilique Saint-Pierre. De plus, il n'existe pas de règle définie pour l'Église paléochrétienne bien que les premiers siècles du christianisme esquissent déjà une tendance nette à l'orientation de l'autel vers l'Orient.
Pendant le haut Moyen Âge, les églises de Rome adoptent progressivement l'autel disposé au fond du chœur contre l'abside et vers lequel est tourné le prêtre, orientation dite justement ad orientem. Puis, tout aussi progressivement et entre la fin du VIIe siècle et le milieu du Xe siècle, le Saint-Siège influence la généralisation de cette orientation, partout dans le reste de l'Europe occidentale où ce n'est pas déjà le cas, grâce à la diffusion des ordines romani successives. Lors de la période de la réforme grégorienne du XIe siècle, retables et chandeliers apparaissent sur les autels.
Les récits vétérotestamentaire du songe de Jacob et de l'Arche d’alliance sont des textes fondateurs qui servent de base aux théologiens du haut Moyen Âge pour établir la symbolique des autels (l'érection et l'onction de la stèle à Béthel serait le prototype des autels chrétiens et de leur consécration, les autels portatifs sont assimilés au propitiatoire de l'Arche d'alliance). Leur lecture du Nouveau Testament met l'accent sur la dimension christologique de l'autel.
Au milieu du XVIe siècle, le concile de Trente codifie la célébration ad orientem (célébrant officiant dos au peuple) mais le missel traditionnel admettait déjà à cette époque que la célébration de la messe puisse se faire face au peuple (Versus populum). Cette « messe dialoguée » face au peuple se développe essentiellement à partir du XXe siècle et apparaît surtout comme une conséquence du renouveau liturgique voulu par le concile Vatican II.

## Fonction
Dans la tradition chrétienne, l'autel a acquis le double sens de table aussi bien sacrificielle que conviviale. Le rite eucharistique célébré sur l'autel est un mémorial du sacrifice unique de Jésus, expiant les péchés des hommes par sa mort sur la croix : la nappe blanche figure son linceul, les cinq croix de consécration sont les cinq plaies. L'autel eucharistique est également la table de convivialité autour de laquelle se rassemble la communauté des croyants qui dans la réception du corps (pain) et du sang (vin) du Christ en reçoivent force et grâce de son sacrifice salvateur de la croix.
Le Missel romain, tant avant qu'après le concile Vatican II, n'impose aucune position particulière du prêtre à l'autel par rapport au peuple comme obligatoire.

## Composition et art

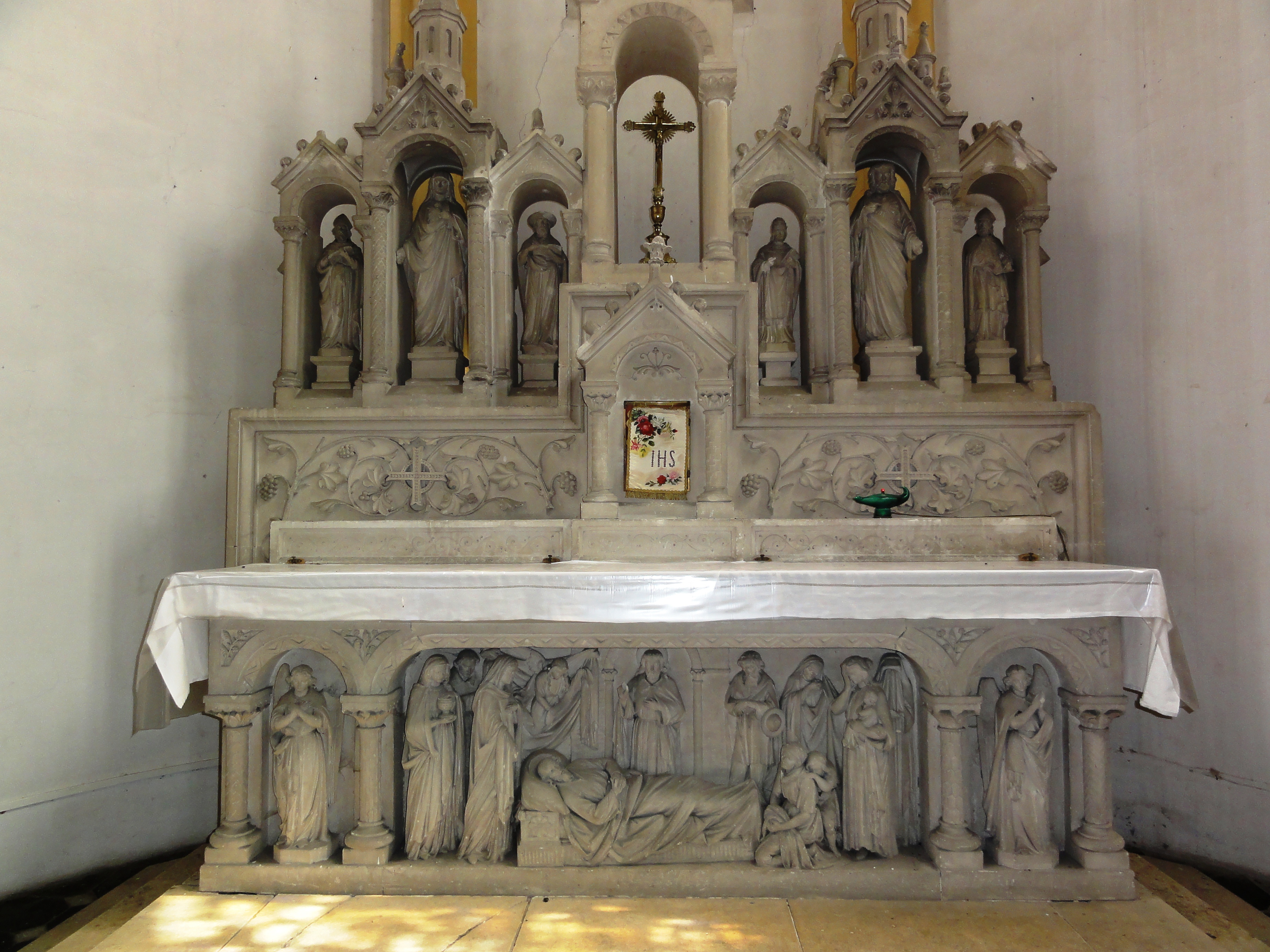
Autel sculpté, église Saint-Humbert, Romeries (59).

D’abord meuble de bois plus ou moins ouvragé, que l'on déplace pour l'office (les premiers lieux de culte ne comportaient habituellement pas d’emplacement consacré), l'autel prend une place fixe, à partir du IVe siècle, dans l'abside des églises nouvellement construites. Cependant, il existe encore des autels portatifs pendant le Moyen Âge et la Renaissance (l'abrogation touchant le privilège des autels portatifs ne date que du concile de Trente au XVIe siècle) car ils répondent aux besoins d'une pratique liturgique itinérante (évangélisation, pèlerinages, voyages, célébrations en temps de guerre sur les champs de bataille), notamment pour les ordres mendiants, selon des autorisations accordées par les papes à partir du XIIIe siècle. Un indult de Pie XI du 15 juillet 1929 donne aux aumôniers scouts le privilège de l'autel portatif, un usage concédé aux missionnaires itinérants depuis au moins un siècle auparavant. L'autel provisoire ou mobile servant pour les processions ou de petit oratoire est appelé reposoir ou sépulcre.

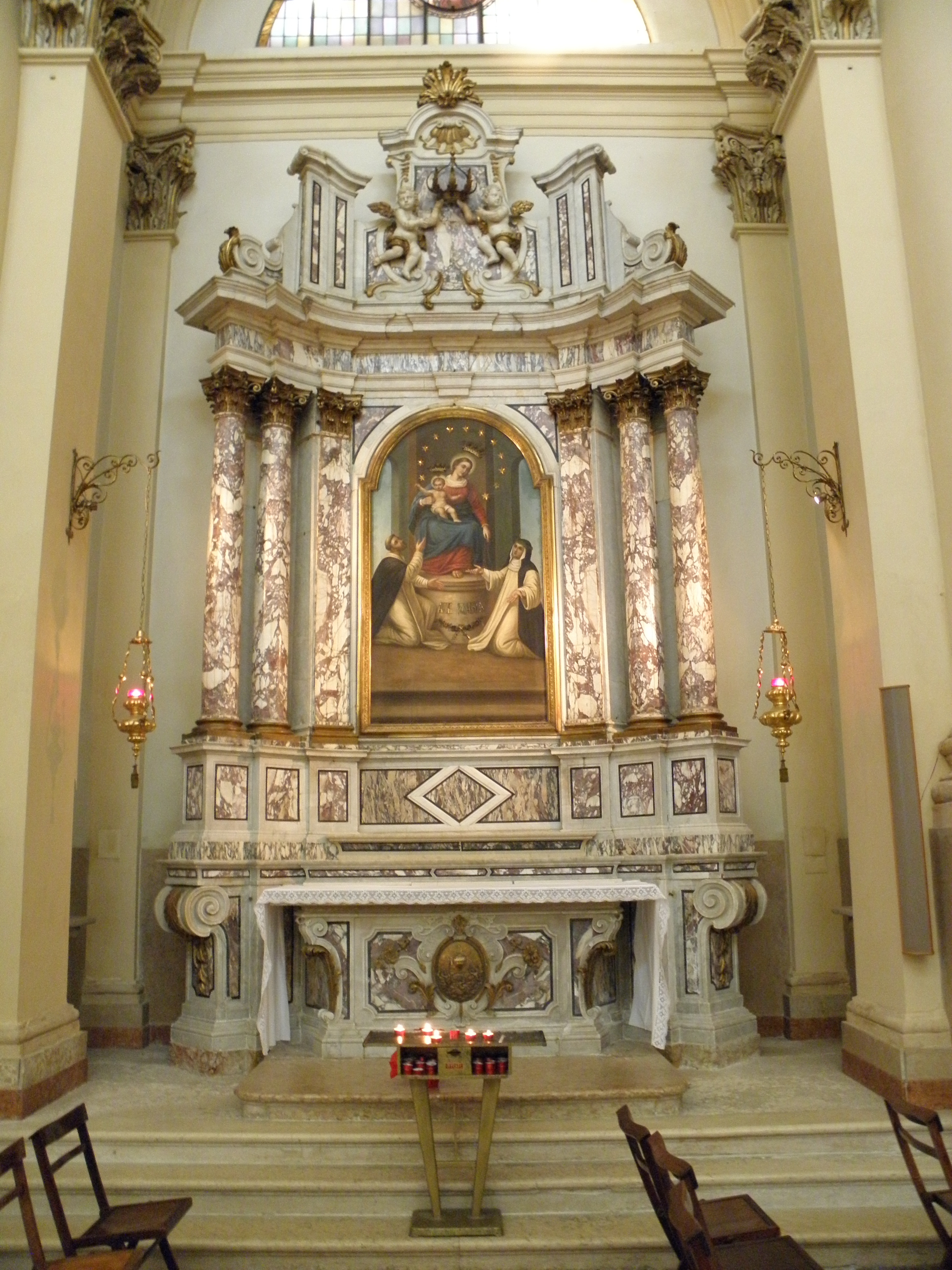
Autel typique en Italie (cathédrale de Legnago).

L'autel devient inamovible vers le XIIe siècle, étant alors fait de pierre ou de matériau noble, comme le marbre, le porphyre, le jaspe, l'onyx, la serpentine. Dans les églises de l'époque, il peut être exceptionnellement en bois. Le droit canonique établit toutefois qu'au moins la plaque scellant le « sépulcre », la cavité contenant les reliques de saints, soit aussi en pierre. Ces reliques thaumaturges et tutélaires scellées le plus souvent dans l'autel principal lors de la liturgie de la dédicace, sont généralement celle du saint patron de l'église, mais c'est devenu une obligation dans le droit canonique du XIXe siècle. Les quelques exemples gaulois et hispanique du premier millénaire qui nous sont connus contiennent la relique dans une loge ménagée entre le pilier central et le plateau de l'autel, l'usage de la placer directement dans la table ne date que de la fin du XIe siècle, voire plus tard. Durant cette période, plusieurs formes et emplacements sont envisagées. Les autels hispaniques par exemple sont généralement placés au centre de l'abside qui les accueille, tandis qu'ailleurs ils peuvent être placées contre le mur. Le plateau de l'autel se présente dans l'ensemble du monde méditerranéen sous la forme d'un rectangle de pierre, souvent de marbre, à bord légèrement relevé, porté sur un, quatre ou cinq piliers. Les bords de certains peuvent être richement sculptés, comportant parfois des inscriptions en lien avec la consécration.
La présence d'une relique est riche en symbole. Placée sous l'autel, elle matérialise la croyance en l'intercession des saints, reprenant une image du livre de l'apocalypse, présentant les justes sous l'autel céleste, le Christ, agneau mystique, étant lui-même le prêtre, l'autel et la victime.
Lorsqu'une église contient plusieurs autels, celui au centre du chœur est appelé autel liturgique, le principal est appelé maître-autel et il est placé dans l'abside depuis le Moyen Âge.
Dans les églises protestantes, l'usage des autels varie ; la majorité des églises anglicanes et luthériennes les utilisent, mais dans quelques églises protestantes, il n'y a pas d'autel. Aussi, les autels dans les églises protestantes varient dans la présence de l'art ; certaines, dont les rites ressemblent beaucoup à ceux de l'Église catholique, ont les sculptures ou peintures similaires sur leurs autels ; à l'autre extrême, quelques autres ont les autels simples, sans sculptures, ni peintures.

## Types d'autel

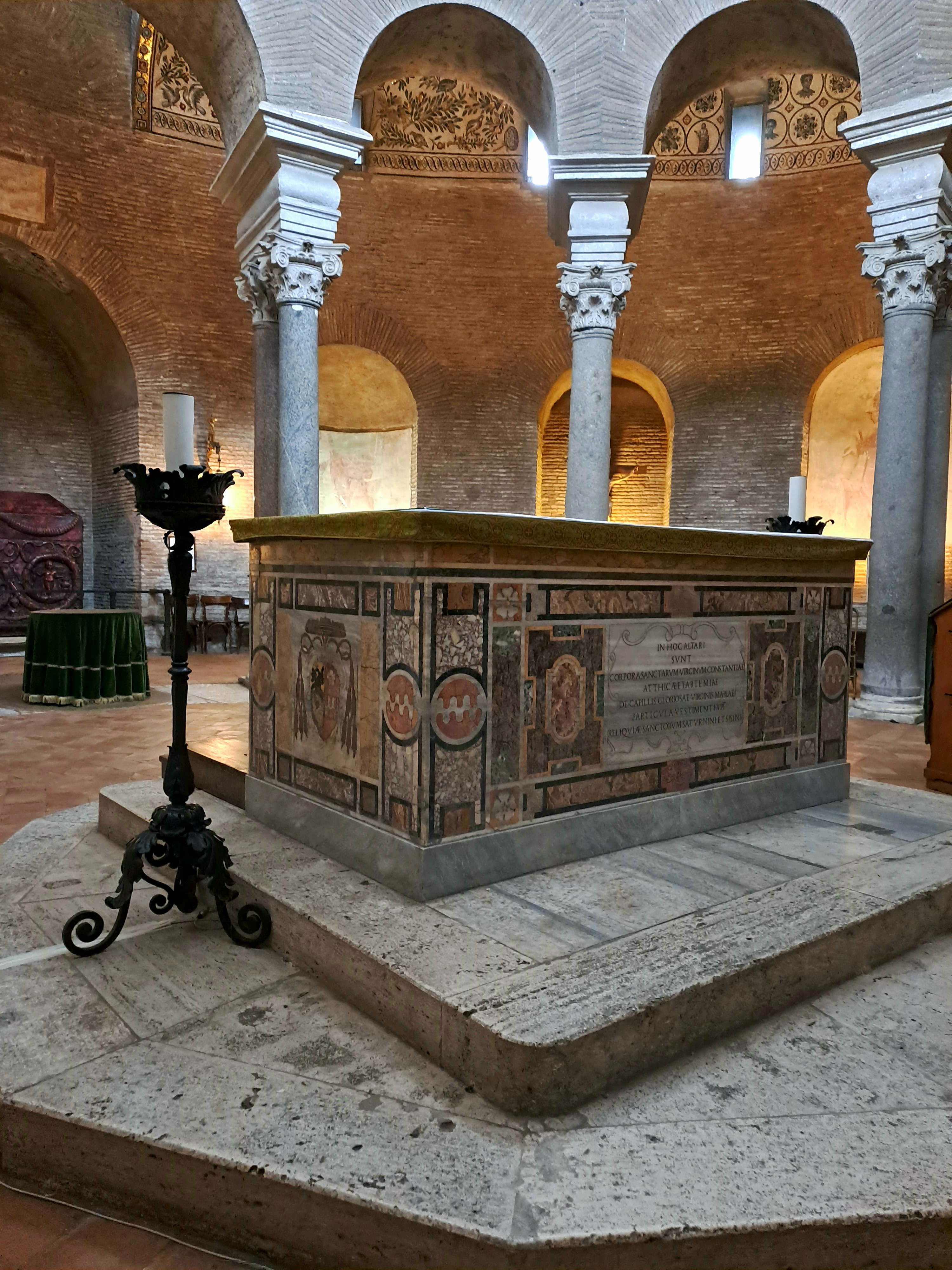
Autel du mausolée de sainte Constance, basilique Sant'Agnese fuori le Mura, Rome, Italie.

### Selon la fonction
- Maître-autel ;
- Autel à armoire ;
- Autel de chapelle ;
- Autel de chœur de religieux ;
- Autel des féries ;
- Autel grégorien ;
- Autel-itinéraire ;
- Autel de jubé ;
- Autel matutinal ;
- Autel des morts ;
- Autel papal ;
- Autel portatif ;
- Autel du privilège des sept autels ;
- Autel privilégié ;
- Autel du Saint-Sacrement ;
- Autel secondaire ;
- Autel-tombeau ;
- Autel votif.

### Selon la forme ou autre particularité
Ci-dessous se trouvent aussi des autels auxquels a été attribuée une place spéciale mais sans qu'une fonction particulière ne la justifie.
- Autel adossé ;
- Autel-bloc ;
- Autel-coffre ;
- Autel composite ;
- Autel de confrérie ;
- Autel de contre-chœur ;
- Autel droit ;
- Autel galbé ;
- Autel isolé ;
- Autel à parement ;
- Autel de retro ;
- Autel en sigma ;
- Autel-table ;
- Autel en tombeau d’Agrippa ;
- Autel en tronc de pyramide.

## Éléments d'autels
- antependium ;
- ciborium ;
- courtine d'autel ;
- dossal ;

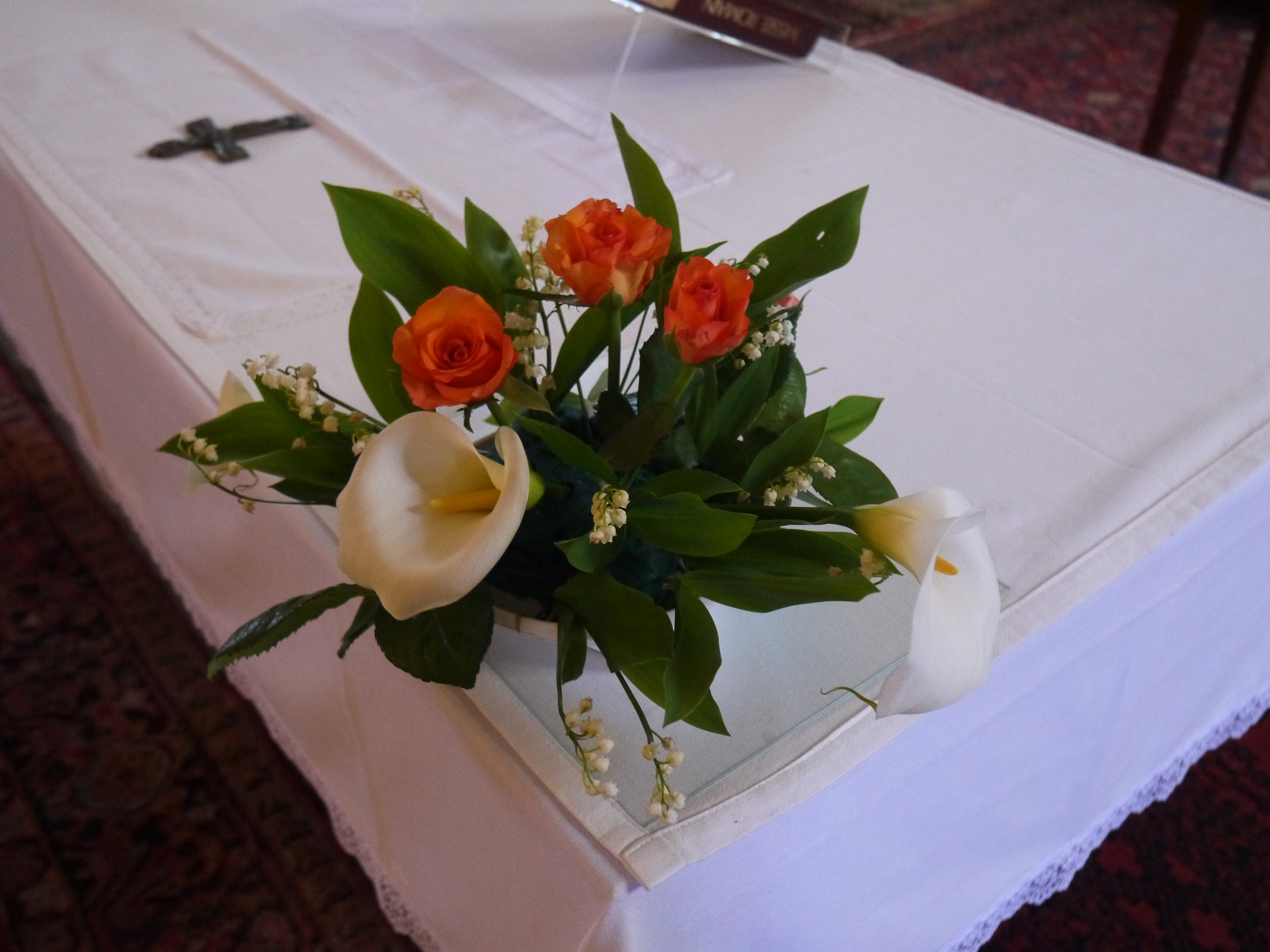
Décoration florale sur l'autel de l'église Notre-Dame-de-l'Assomption d'Arzon.

- tombeau (la partie basse qui fait table) ;
- gradins d'autel ;
- degrés d'autel (marches menant à l'autel) ;
- baldaquin ;
- dais ;
- antimension ;
- retable.